# Estadio Ullevi
No confundir con el estadio inaugurado en 2009, el Gamla Ullevi.
El Estadio Ullevi es un estadio multipropósito ubicado en Gotemburgo, capital de la provincia de Västra Götaland al oeste de Suecia. Allí juegan sus partidos de local el IFK Göteborg, el BK Häcken y el Örgryte IS.

## Historia
Fue construido para ser utilizado como sede para la Copa Mundial de Fútbol de 1958. Desde aquella oportunidad ha acogido numerosos eventos deportivos como la Eurocopa de 1992, el Mundial de Atletismo de 1995, la final de la Recopa de Europa en 1983 y la final de la Copa de la UEFA en 2004. Asimismo también fue la sede del primer partido de NFL en un estadio de Europa, entre los Minnesota Vikings y los Chicago Bears, un partido de pretemporada, el 14 de agosto de 1988. Se disputó la final de la Copa de la UEFA de la temporada 2003-2004 que enfrentó al Valencia CF y al Olympique de Marsella y que ganó el Valencia CF por 2-0.
El 9 de julio de 2005 Iron Maiden se presentó en el estadio como parte de su gira europea Eddie Rips Up the World Tour. El concierto fue transmitido en vivo por la televisión local de Suecia y quedó registrado en un video llamado "Iron Maiden - Live at the Ullevi". En 2011 se sucedió una serie de conciertos del "Big 4", las cuatro bandas más importantes de thrash metal:
Megadeth, Anthrax, Slayer y Metallica.

## Partidos del Mundial de 1958

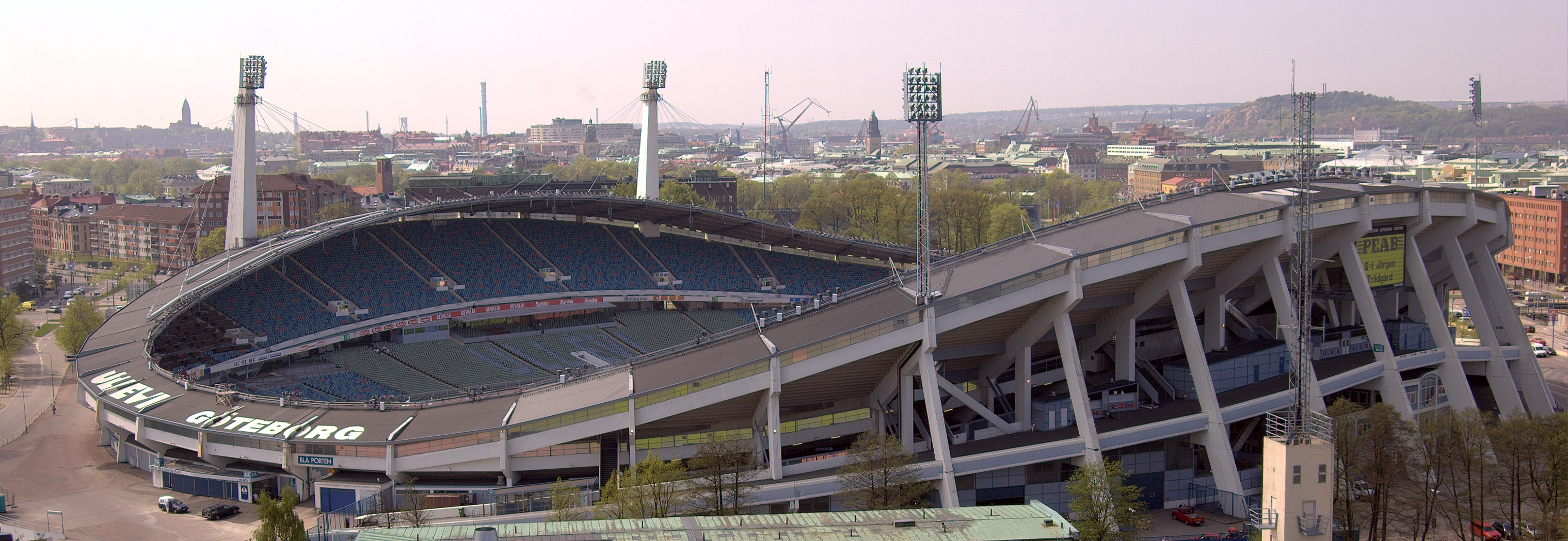
Imagen del Ullevi Stadium.

| Fecha       | Fase             | Equipo          |                               | Resultado |                               | Equipo           | Espectadores |
| ----------- | ---------------- | --------------- | ----------------------------- | --------- | ----------------------------- | ---------------- | ------------ |
| 8 de junio  | Primera fase     | Unión Soviética | Bandera de la Unión Soviética | 2 - 2     | Bandera de Inglaterra         | Inglaterra       | 45 000       |
| 11 de junio | Primera fase     | Brasil          | Bandera de Brasil             | 0 - 0     | Bandera de Inglaterra         | Inglaterra       | 30 000       |
| 15 de junio | Primera fase     | Brasil          | Bandera de Brasil             | 2 - 0     | Bandera de la Unión Soviética | Unión Soviética  | 50 000       |
| 17 de junio | Desempate        | Unión Soviética | Bandera de la Unión Soviética | 1 - 0     | Bandera de Inglaterra         | Inglaterra       | 23 180       |
| 19 de junio | Cuartos de final | Brasil          | Bandera de Brasil             | 1 - 0     | Bandera de Gales              | Gales            | 25 923       |
| 24 de junio | Semifinales      | Suecia          | Bandera de Suecia             | 3 - 1     | Bandera de Alemania           | Alemania Federal | 49 721       |
| 24 de junio | Tercer lugar     | Francia         | Bandera de Francia            | 6 - 3     | Bandera de Alemania           | Alemania Federal | 32 483       |

| Predecesor: Olympiastadion Munchen Alemania 88          | Final de la Eurocopa de fútbol Suecia 92                   | Sucesor: Wembley Stadium Inglaterra 96          |
| Predecesor: Estadio Gottlieb-Daimler Stuttgart 1993     | Sede del Campeonato del Mundo de Atletismo Gotemburgo 1995 | Sucesor: Estadio Olímpico de Atenas Atenas 1997 |
| Predecesor: Estadio Olímpico de La Cartuja Sevilla 2003 | Final de la UEFA Europa League Gotemburgo 2004             | Sucesor: Estadio José Alvalade Lisboa 2005      |